# Protea dracomontana
Protea dracomontana (лат.) — кустарник, вид рода Протея (Protea) семейства Протейные (Proteaceae), встречающийся в Южной Африке (Восточно-Капская провинция, Квазулу-Натал, Фри-Стейт) и Лесото, а также в восточной части Зимбабве. В Зимбабве вид известен только по изолированной субпопуляции на вершине горы Иньянгани.

## Ботаническое описание
Protea dracomontana — кустарник с многочисленными стеблями и высотой до 1,5 м или меньше. Цветёт в основном с января по март. Растение однодомное, то есть мужские и женские части заключены в один цветок. . Цветочная головка окруженна прицветниками диаметром 6-9 см, кремово-белого цвета, часто с розовым оттенком. Стебли от красновато-коричневых до серых, гладкие.
Вид очень похож на подвиды Protea caffra gazensis, произрастающий в Зимбабве, и P. caffra caffra, произрастающий в Южной Африке, но оба подвида Protea caffra встречаются на более низких высотах, чем P. dracomontana, который в первую очередь отличается от этих протей более короткими соцветиями и короткой приземистой кустистой кроной. Рурк утверждал, что между ними могут существовать возможные гибриды.

## Таксономия
Этот вид был впервые описан Джоном Стэнли Бирдом в 1958 году по экземпляру, голотипу, который он собрал на горе Иньянгани в Зимбабве.

## Распространение и местообитание
Вид встречается в Южной Африке в Восточно-Капской провинции, в провинциях Квазулу-Натал и Фри-Стейт, в Лесото и в Зимбабве. В Зимбабве есть единственная изолированная субпопуляция на вершине горы Иньянгани. Растёт на альпийских лугах и среди скал на высоте от 1600 до 2200 м в Южной Африке и на торфяных кочках на высоте от 2300 до 2400 метров, возможно, выше, на вершине единственной горы в Зимбабве.

## Экология
Protea dracomontana может дать новые ростки после лесных пожаров из подземного подвоя, хотя, похоже, вид нуждается в защите от лесных пожаров и всегда растёт среди камней. Опыление происходит под действием птиц и насекомых. Семена высвобождаются через 9-12 месяцев после цветения и разносятся ветром.

## Охранный статус
Размер популяции P. dracomontana несколько снизился в предгорьях Драконовых гор из-за потери среды обитания, вызванной сельским хозяйством, лесными плантациями и расширением сельских поселений. В Лесото вид, возможно, вымер. Тем не менее, он широко распространён и обычен в Драконовых горах провинции Квазулу-Натал и прилегающих районах провинции Фри-Стейт. Вид редко встречается в Зимбабве.